# Minniza sola sola
Minniza sola sola es una subespecie de arácnido del orden Pseudoscorpionida de la familia Olpiidae.

## Distribución geográfica
Se encuentra en Chad y Sudán.